# Taraclia rajon
Taraclia rajon (rumänska: Raionul Taraclia; bulgariska: Тараклийски уезд eller Тараклийски район) är ett distrikt i södra Moldavien, med en yta på 674 km² och omkring 43 100 invånare (1 januari 2005), vilket innebär att det har lägst folktäthet bland landets distrikt. Av invånarna är 66 procent bulgarer. Distriktets administrativa huvudort är Taraclia.